# Brian Ihnacak
Brian Stephen Ihnacak (ur. 10 kwietnia 1985 w Toronto, Ontario, Kanada) – hokeista pochodzenia słowackiego, posiadający obywatelstwo kanadyjskie i włoskie. Reprezentant Włoch.
Syn Petera (ur. 1957) i bratanek Miroslava (ur. 1962), słowackich hokeistów i trenerów.

## Kariera
- St. Michael’s Buzzers (2001-2003)
- Brown University (2003-2007)
- MHK Kežmarok (2007-2008)
- Augusta Lynx (2008)
- Elmira Jackals (2008-2009)
- MHK Kežmarok (2009)
- HKm Zvolen (2009)
- HK Poprad (2010)
- Mississippi Riverkings (2010)
- Fort Worth Brahmas (2010-2011)
- Allen Americans (2011)
- HC Pontebba (2011-2012)
- HC Valpellice (2012-2014)
- Malmö Redhawks (2014)
- Vålerenga Ishockey (2014-2015)
- Mountfield Hradec Králové (2015-2016)
- Sparta Praga (2016-2017)
- HC Litvínov (2017)
  -  EHC Olten (2017-2018)
- HC Pardubice (2019)
- HC 05 Banská Bystrica (2020-2021)
- HC Košice (2022-)

Urodził się w kanadyjskim mieście Toronto, w czasie gdy jego ojciec występował w drużynie Toronto Maple Leafs w rozgrywkach NHL. W tym kraju rozwijał karierę hokejową, występując w rozgrywkach młodzieżowych Ontario Junior A Hockey League (OPJHL). Od 2003 przez cztery lata grał w drużynie akademickiej Uniwersytetu Browna w ramach rozgrywek uniwersyteckich NCAA. Po pierwszym roku tamże, w drafcie NHL z 2004 został wybrany jako Kanadyjczyk przez Pittsburgh Penguins. W kolejnych latach grał w klubach słowackiej ekstraligi, amerykańskich ligach ECHL i CHL, od 2011 przez trzy latach we włoskiej Serie A, od 2014 w szwedzkiej Allsvenskan. Od września 2014 zawodnik norweskiego klubu Vålerenga Oslo w rozgrywkach GET-ligaen. Od maja 2015 do kwietnia 2016 zawodnik Mountfield Hradec Králové. Od maja 2016 do kwietnia 2017 zawodnik Sparty Praga. W październiku 2017 został wypożyczony do. Pod koniec grudnia 2017 został wypożyczony do szwajcarskiego EHC Olten, z którego został zwolniony w kwietniu 2018. Od stycznia do kwietnia 2019 grał w HC Pardubice. W styczniu 2020 przeszedł do słowackiej drużyny HC 05 Banská Bystrica. 1 grudnia 2021 ogłoszono zakończenie jego kontraktu. W styczniu 2022 został graczem HC Košice.
W 2003 w składzie reprezentacji Słowacji do lat 18 brał udział w Turnieju Ivana Hlinki. Następnie został reprezentantem Włoch. W barwach seniorskiej reprezentacji Włoch uczestniczył w turniejach mistrzostw świata w 2014 (Elita), 2015 (Dywizja I).

## Sukcesy
Klubowe
- Srebrny medal mistrzostw Włoch: 2013 z Valpellice
- Puchar Włoch: 2013 z Valpellice

Indywidualne
- OJHL 2001/2002:
  - Pierwszy skład gwiazd
  - Nagroda dla zawodnika czyniące największe postępy
- NCAA (ECAC) 2003/2004:
  - Najlepszy pierwszoroczniak Ivy League
  - Skład gwiazd pierwszoroczniaków
- Serie A (2012-2016):
  - Szóste miejsce w klasyfikacji kanadyjskiej w sezonie zasadniczym: 19 punktów
- Elite.A (2013-2014):
  - Pierwsze miejsce w klasyfikacji strzelców w sezonie zasadniczym: 35 goli
  - Pierwsze miejsce w klasyfikacji asystentów w sezonie zasadniczym: 46 asyst
  - Pierwsze miejsce w klasyfikacji kanadyjskiej w sezonie zasadniczym: 81 punktów
- GET-ligaen (2014/2015):
  - Pierwsze miejsce w klasyfikacji asystentów w sezonie zasadniczym: 55 asyst
  - Pierwsze miejsce w klasyfikacji kanadyjskiej w sezonie zasadniczym: 77 punktów
  - Pierwszy skład gwiazd
- Mistrzostwa Świata w Hokeju na Lodzie 2015/I Dywizja:
  - Jeden z trzech najlepszych zawodników reprezentacji w turnieju[13]